# 阿爾巴赫格拉本河
49°5′30.17″N 11°1′2.27″E / 49.0917139°N 11.0172972°E
阿爾巴赫格拉本河（德語：Arbachgraben），是德國的河流，位於該國東南部，由巴伐利亞負責管轄，屬於阿爾巴赫河的右支流，流經魏森堡-貢岑豪森縣，河道全長0.5公里。